# Sačchon
Sačchon je město v Jižní Koreji v provincii Jižní Kjongsang. V letech 1592 a 1598 se u Sačchonu v průběhu Imdžinské války odehrály dvě námořní bitvy - v roce 1592 dosáhlo korejské námořnictvo pod vedením admirála I Sun-sina vítězství, ale v roce 1598 bylo čínsko-korejské námořnictvo Japonci poraženo.
Dnešní město vzniklo v roce 1995 sloučením Sačchon-gun a Samčchonpo-si, obě sídla jsou od sebe několik kilometrů vzdálena - severní část Sačchon-up se nachází v horní části zátoky nedaleko města Čindžu a jižní část se nachází u ústí zátoky v místě bývalého Samčchonpo-si.

## Archeologie
V prehistorických dobách bylo území Sačchonu důležité pro obchod mezi vnitrozemím a pobřežím. Na místě se nachází významné naleziště Igum-dong, které se datuje do období mumunské keramiky (c. 700-550 př. n. l.). Některé ostrovy nedaleko od Sačchonu byly také významné pro obchod v tomto protohistorickém období, probíhal zde obchod s Čínou (provincie Liao-ning), oblastí kolem řeky Tedong (dnes v Severní Koreji) a západním Japonskem období Jajoi.

## Partnerská města
- Čongup, Jižní Korea
- Mijoši, Japonsko